# Flora da Serra de Gredos

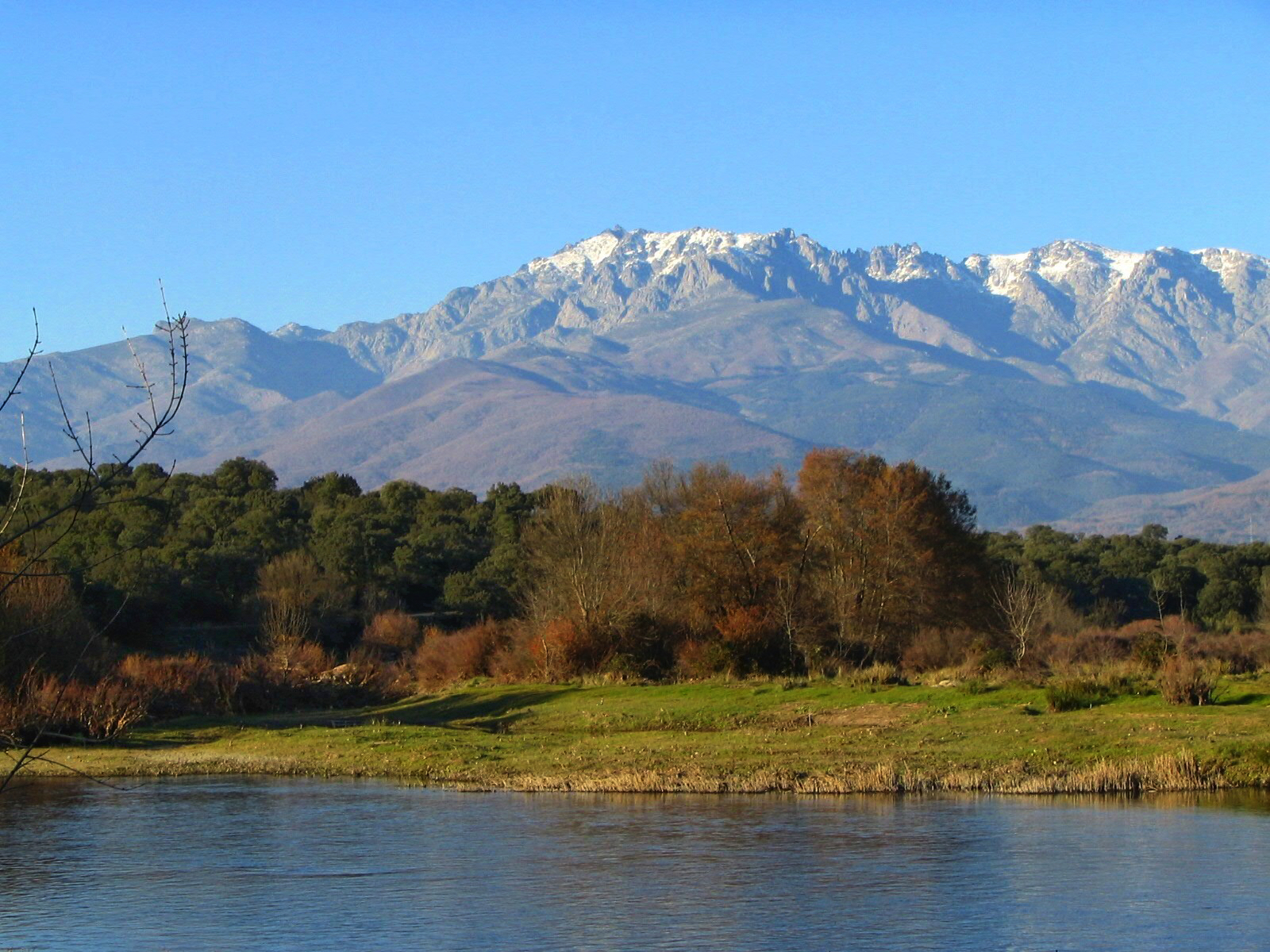

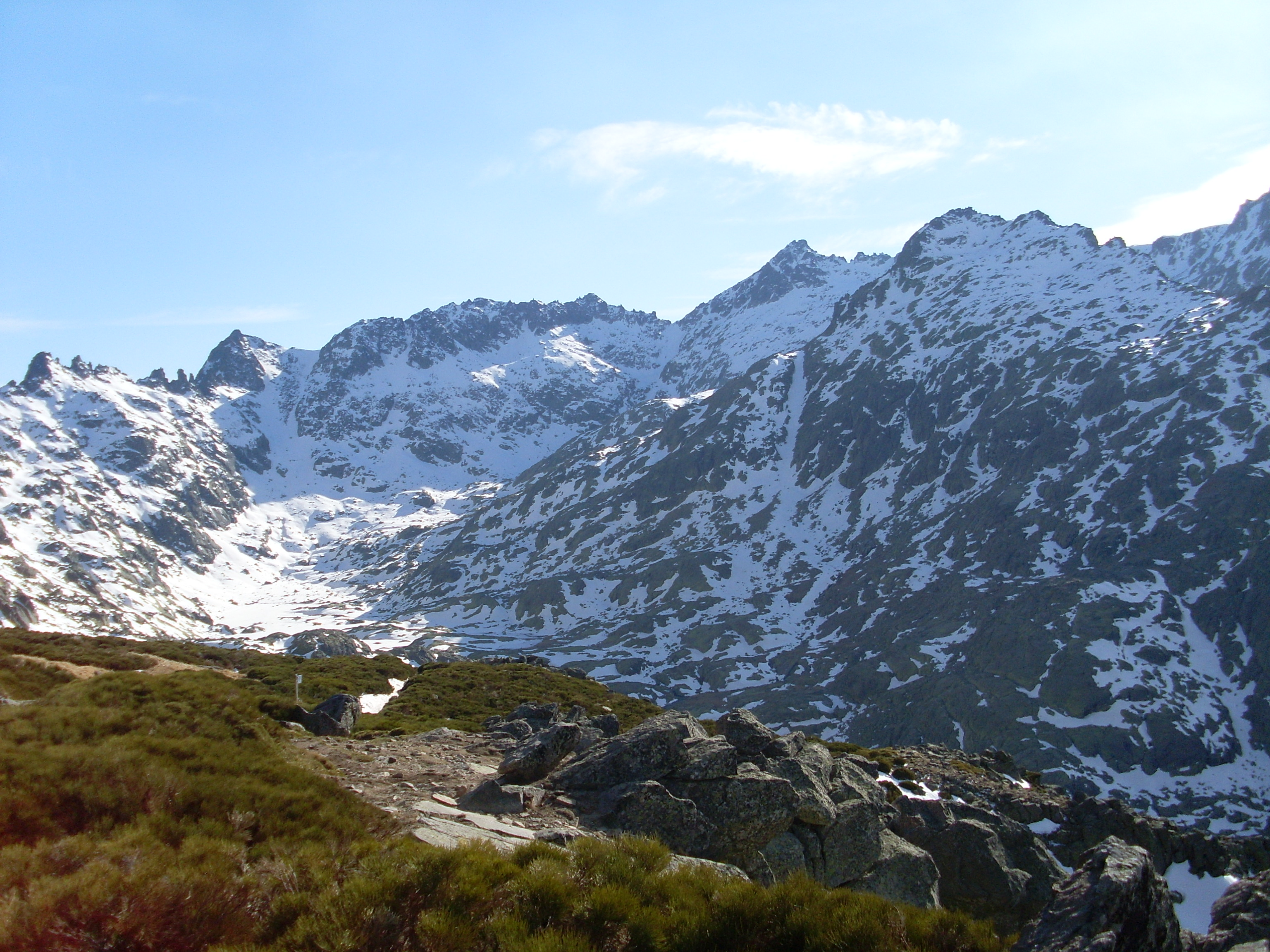

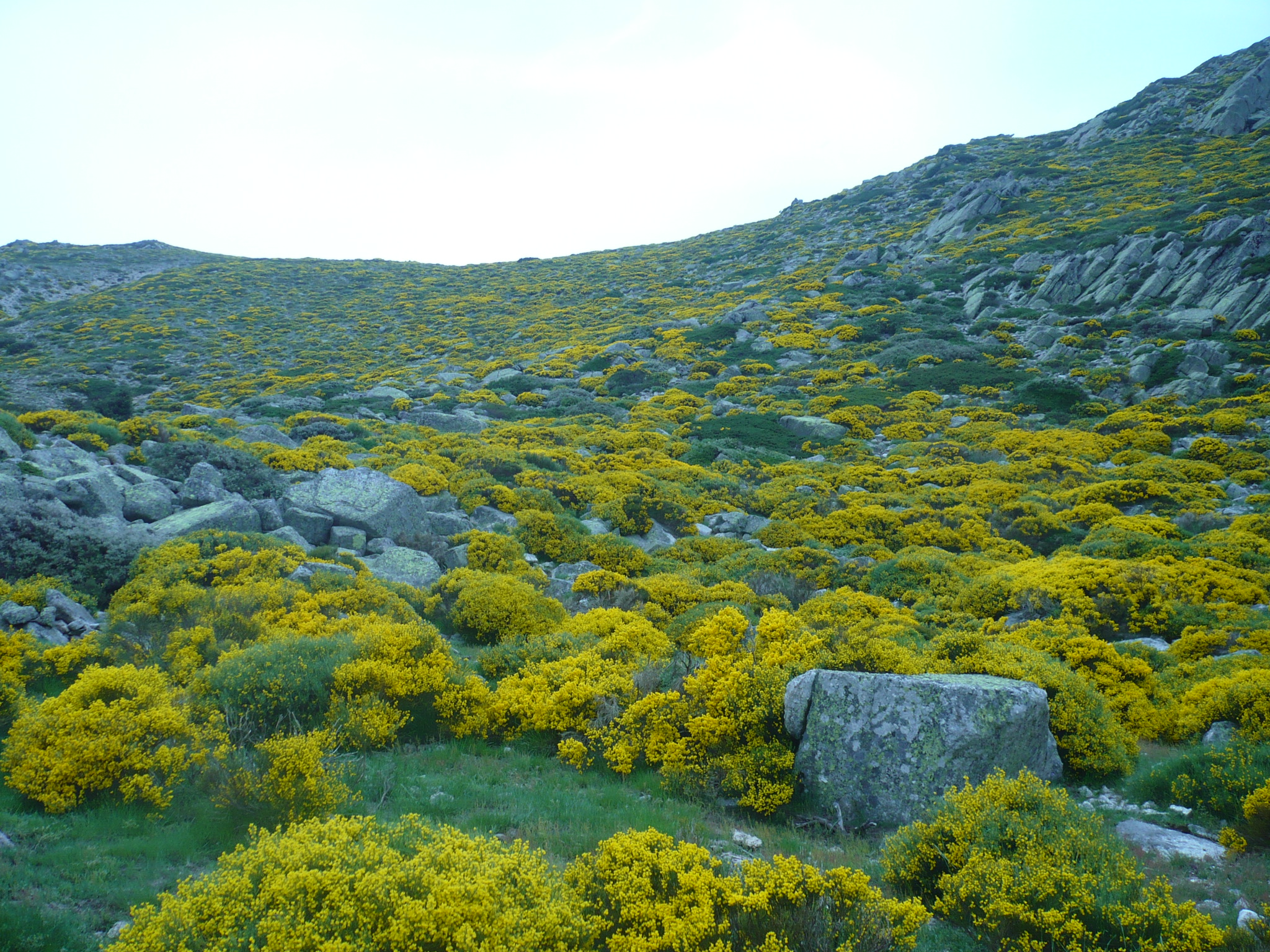

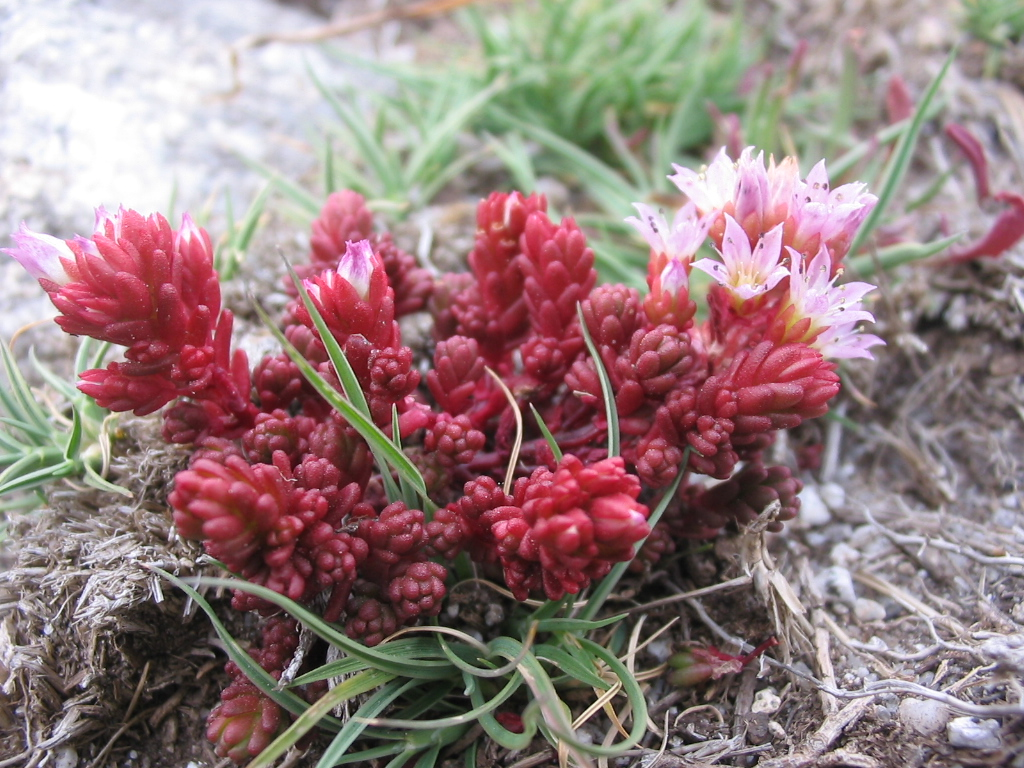

A Serra de Gredos é uma cordilheira no centro da Península Ibérica, situada entre as províncias espanholas de Ávila, Cáceres e Toledo, cujo ponto mais alto é o Pico Almançor, com 2 592 m de altitude.
Observa-se uma variação vegetal, intimamente relacionada com a altitude: azinheira (Quercus ilex, Quercus ilex rotundifolia ou Quercus rotundifolia), castanheiro (Castanea sativa), amieiro (Alnus glutinosa), tramazeira (Sorbus aucuparia), bétula (Betula), choupo (Populus), salgueiro (Salix) e carvalho-negral (Quercus pyrenaica), substituído em algumas áreas por pinheiro (Pinus). Nas zonas mais altas predomina o matagal de piornos (Cytisus oromediterraneus), zimbro-rasteiro (Juniperus communis) e diversas variedades de camomila-romana (Chamaemelum nobile).

| Níveis de vegetação | Níveis de vegetação |
| Nível               | Altitude (m)        |
| ------------------- | ------------------- |
| Azinheira           | 300-500             |
| Carvalho-negral     | 550-1800            |
| Piornos             | 1800-2300           |
| Prados de montanha  | 2300-2592           |
No nível mais alto só se encontram plantas de pequeno porte que se adaptaram às duras condições da alta montanha.

## Montados de azinheira e sobreiro
Em muitas áreas de Gredos, os montados foram destruídos e no seu lugar existe agora matagal. A sul da cadeia principal as azinheiras (Quercus ilex, Quercus ilex rotundifolia ou Quercus rotundifolia) estão frequentemente misturadas com sobreiros (Quercus suber), embora esta árvore seja menos resistente às condições ambientais secas e frias, pelo que não se encontra nas zonas altas a norte dos cumes. Outras espécies presentes nos bosques são:
- Cedro-de-espanha, cade ou zimbro-bravo (Juniperus oxycedrus; cada ou enebro de la miera)
- Pilreteiro (Crataegus monogyna; espino albar ou majuelo)
- Esteva (Cistus ladanifer)
- Cistos das espécies:
  - Cistus populifolius (jarón)
  - Cistus psilosepalus (carpazo)
  - Cistus salviifolius (jaguarzo morisco)
  - Halimium umbellatum (jaguarzo viscoso)
- Giesta branca (Cytisus multiflorus, escoba blanca)
- Astragalus lusitanicus (garbancillos)
- Trovisco (Daphne gnidium; torvisco ou matagallina)
- Medronheiro (Arbutus unedo; madroño)
- Urze-molar (Erica arborea; brezo blanco)
- Urze-vermelha (Erica australis; brezo colorado)
- Anemone palmata (hierba centella)
- Paeonia broteri (matagallinas ou peonía de Brotero)
- Lavanda ou alfazema (Lavandula pedunculata; cantueso)
- Tomilho silvestre (Thymus mastichina; mejorana silvestre)
- Tomilho oleoso (Thymus zygis; tomillo aceitunero)
- Dedaleira (Digitalis thapsi)
- Campanula lusitanica (campanilla de Portugal)
- Jacintos (Hyacinthoides hispanica, jacinto de los bosques)
- Muscari comosum (ajipuerro)
- Carex distachya (cárice de dos espigas).[1]

## Carvalhais e pinhais
Os carvalhais formam uma cintura de vegetação que vai desde as primeiras faldas mais inclinadas de Gredos até um altitude que varia dos 1500 aos 1700 m. Muitos carvalhais foram substituídos por pinhais de pinheiro-da-escócia (Pinus sylvestris) e pinheiro-bravo (Pinus pinaster; pino marítimo). Na vertente sul do maciço oriental existem formações naturais de pinheiro-larício (Pinus nigra; pino negral). Algumas plantas caraterísticas destes bosques são: 
- Esteva (Cistus laurifolius; jara estepa)
- Sorbus aria (mostajo)
- Rosa tomentosa (escaramujo)
- Geum sylvaticum (cariofilada de los bosques)
- Morangueiro-silvestre (Fragaria vesca; fresa silvestre)
- Adenocarpus complicatus (codeso)
- Retama (Cytisus scoparius; retama negra)
- Giesta (Cytisus striatus; escobón morisco)
- Genista cinerascens (hiniesta)
- Genista florida (escobón)
- Astragalus glycyphyllos (ororuz falso)
- Vicia onobrychioides (berzas ou garrandas)
- Helleborus foetidus (hierba de los ballesteros)
- Aquilegia vulgaris (frailes boca abajo ou aguileña)
- Pulsatilla alpina (flor del viento)
- Ranunculus ollissiponensis (botón de oro)
- Arenaria montana (ala de mosca muerta)
- Paeonia officinalis (rosa de monte)
- Hipericão (Hypericum linarifolium, pericón)
- Violeta (Viola riviniana)
- Primula elatior (primavera)
- Euphorbia oxyphylla (lechetrezna)
- Dictamnus albus (díctamo blanco)
- Geranium sylvaticum (geranio de bosque)
- Geranium sanguineum (geranio sanguíneo)
- Geranium pyrenaicum (geranio de los Pirineos)
- Heracleum sphondylium (pie de oso)
- Sanicula europaea (sanícula)
- Echium flavum (raíz colorá)
- Clinopodium vulgare (clinopodio)
- Melittis melissophyllum (toronjil silvestre)

## Pradosde diente
Nos prados em que o gado pasta diretamente e que surgem como consequência da degradação dos bosques e matagais. Aí encontram-se plantas como: 
- Arenaria querioides (arenaria querioide)
- Dianthus deltoides (clavel deltoideo)
- Silene (gallica carmelitilla)
- Paronychia argentea (sanguinaria)
- Rumex acetosella (acedera menor)
- Armeria arenaria segoviensis (armeria de Segovia)
- Tuberaria guttata (hierba turmera)
- Potentilla recta
- Biserrula pelecinus (aserruche)
- Ornithopus compressus (pie de pájaro)
- Trifolium stellatum (borla de estrellitas)
- Erodium carvifolium (pico de grulla)
- Echium plantagineum (viborera)
- Linaria spartea (baleo montesino)
- Parentucellia viscosa (algaravía pegajosa)
- Centaurea amblensis (centaurea del Valle de Amblés)
- Arnoseris minima (chicoria pequeña)
- Hispidella hispanica (hispidela española)
- Hieracium pilosella (velosillas)
- Molineriella laevis (pelitos del Niño Jesus)
- Briza maxima (bailarines)
- Lamarckia aurea (cepillitos)
- Festuca elegans (cañuela elegante)
- Poa bulbosa (grama cebollera)
- Serapias lingua (gallos)

## Prados desega
Nos prados mais húmidos encontramos, entre outras, as seguintes plantas: 
- Trollius europaeus (calderones)
- Lychnis flos-cuculi (flor del cuclillo)
- Filipendula vulgaris (palometas)
- Potentilla erecta (consuelda roja)
- Geum rivale (orejuela de arroyo)
- Trifolium pratense (trébol de los prados)
- Carum verticillatum (cominera borde)
- Rhinanthus minor (cresta de gallo)
- Plantago media (llantén mediano)
- Achillea millefolium (milenrama)
- Centaurea nigra (garbansón)
- Narcissus confusus (trombones)
- Anthoxanthum odoratum (grama de olor)
- Briza media (corazones)
- Cynosurus cristatus (cola de perro)
- Holcus lanatus (heno blanco)
- Satirião-malhado (Dactylorhiza maculata; satirión real)
- Orchis coriophora (orquídea hedionda)
- Orchis pallens (orquídea pálida)

## Leitos e margens de rios e ribeiras
As espécies vegetais mais relevantes destas zonas são: 
- Alnus glutinosa (alisedas)
- Betula alba (abedulares)
- Azereiro, gingeira-brava ou loureiro-de-portugal (Prunus lusitanica; loreras)
- Populus tremula (álamo temblón)
- Salix atrocinerea (bardaguera)
- Frangula alnus (arraclán)
- Folhado (Viburnum tinus; durillo)
- Hypericum undulatum (pericón ondulado)
- Oenanthe crocata (nabo del diablo)
- Prunella vulgaris (consuelda menor)
- Mentha suaveolens (mastranzo ou menta de burro)
- Galium broterianum (galio de Brotero)
- Baldellia ranunculoides (junquera)
- Potamogeton natans (espiga de agua)
- Carex elata (mansiega)

## Margens de lagoas
Nas margens das lagoas de altitude da serra, crescem espécies muito interessantes tanto pela sua raridade como pela sua beleza, das quais se enumeram as seguintes: 
- Callitriche brutia (bricios ou estrellas de agua)
- Utricularia minor (Utrícularia menor)
- Alopecurus aequalis (cola de zorra acuática)
- Antinoria agrostidea (antinoria)
- Glyceria declinata (hierba del maná)
- Juncus bulbosus (junco bulboso)
- Lemna minor (lenteja de agua)
- Sparganium angustifolium (esparganio de hoya estrecha)

## Cervunales
Os cervunales são prados onde  a gramínea cervuno (Nardus stricta) forma grandes extensões em solos geralmente húmidos das áreas altas da serra. Além do Nardus stricta, outras espécies comuns são: 
- Ranunculus bulbosus (hierba velluda)
- Silene suecica (lamparita de los Alpes)
- Lotus glareosus  (cuernecillos)
- Polygala vulgaris (hierba lechera)
- Luzula campestris (lúzula campestre)
- Gnaphalium supinum (borrosilla de montaña)
- Meum athamanticum (meo)
- Selinum pyrenaeum (selino de los Pirineos)
- Genciana-de-turfeiras (Gentiana pneumonanthe, genciana de pantano)
- Pedicularis sylvatica (gallaritos)
- Cruciata glabra (cruzada)
- Galium saxatile (galio de roca)
- Campanula herminii (campanilla)
- Jasione laevis (botones azules)
- Gagea soleirolii (estrellitas amarillas)
- Noselha (Merendera montana; quitameriendas)
- Narcissus bulbocodium (narciso de las nieves)
- Crocus carpetanus (azafrán serrano)

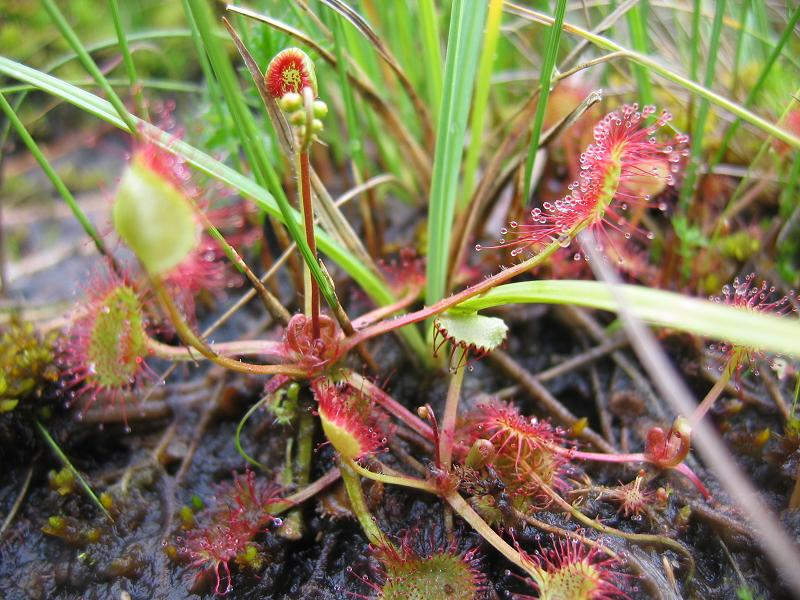
Drosera rotundifolia

## Áreas pantanosas
Os pântanos, turfeiras ou pauis são um ecossistema onde o solo está alagado com águas total ou parcialmente paradas. A ausência de oxigénio não permite a transformação do azoto orgânico em azoto livre assimilável pelas plantas, o que as obriga a adaptar-se para poderem obter um elemento tão fundamental. As plantas recorrem a diversas estratégias, entre as quais o carnivorismo, em que o azoto de pequenos insetos é assimilado diretamente pelas folhas. Os insetos são capturados com diversos tipos de armadilhas. Outras espécies beneficiam de simbioses com fungos (micorriza) ou bactérias que levam a cabo a fixação do azoto existente na atmosfera. Algumas das plantas mais relevantes deste habitat são: 
- Ranunculus flammula (flámula)
- Erica tetralix (farolillos)
- Drosera rotundifolia (rocío del sol)
- Parnassia palustris (hepática blanca)
- Menyanthes trifoliata (trébol de agua)
- Juncus articulatus (junco articulado)
- Eriophorum latifolium (junco lanudo)
- Carex demissa (cárice amarilla)
- Carex nigra (cárice negra)

## Matagais depiorno serrano(piornais)
Os piornais são das formações mais comuns em Gredos e cobrem enormes superfícies. Estes matagais de piorneira-da-estrela (Cytisus oromediterraneus) constituem o chamado nível oromediterrânico. Algumas das plantas mais relevantes deste habitat são: 
- Zimbro-rasteiro (Juniperus communis; enebro rastrero)
- Spergula morisonii (esparcilla)
- Linaria nivea (linaria nívea)
- Orobanche rapum-genisteae (espárrago de lobo)
- Fritillaria nervosa (meleagria)
- Deschampsia flexuosa (feo bravo)
- Pedicularis comosa (gallarito amarillo)
- Luzula lactea (lúzula)

## Bordos e fissuras em rochas
As plantas que habitam os rochedos podem qualificar-se como autênticas sobreviventes que se adaptaram a duras condições. Durante as glaciações algumas plantas adaptaram-se aos paredões livres de gelo e, isoladas, evoluíram até chegarem às plantas atuais. Isso explica o grande número de endemismos presente na flora dos rochedos. Algumas das plantas mais relevantes deste habitat são: 
- Dianthus lusitanus (clavellina de Portugal)
- Silene boryi (silene de Bory)
- Polygonum alpinum (polígono alpino)
- Armeria bigerrensis (armeria de roca)
- empervivum vicentei (siempreviva)
- Tramazeira (Sorbus aucuparia; sorbellano)
- Alchemilla saxatilis (alquemila de roca)
- Antirrhinum grosii (boca de dragón de Gredos)
- Centaurea avilae (centaurea de Gredos)
- Epilobium anagallidifolium (epilobio de muraje)
- Narcissus rupicola (narciso de roca)
- Valeriana tripteris (valeriana de roca)

## Pedreiras
Os terrenos pedregososos são, do ponto de vista biológico, meios móveis com solos raquíticos pobres em nutrientes, o que condiciona a morfologia dos vegetais que neles se instalam. Algumas das plantas mais relevantes deste habitat são: 
- Orelha-de-rato (Cerastium arvense; oreja de ratón)
- Reseda gredensis (gualdoncillo)
- Acinos alpinus (albahaca agreste)
- Senecio pyrenaicus (belesa)
- Santolina oblongifolia (manzanilla de Gredos)
- Leucanthemopsis pallida (margarita serrana)
- Eryngium bourgatii (cardo panical)

## Prados de cumes
Algumas plantas encontradas neste habitat são: 
- Cerastium cerastioides (oreja de ratón falsa)
- Minuartia recurva (minuartia)
- Silene ciliata (silene ciliada)
- Sedum candollei (orejas de monte)
- Sedum brevifolium (arrocillo de los muros)
- Armeria caespitosa (erizo serrano)
- Plantao alpina (llantén alpino)
- Phyteuma hemisphaericum (cuernecillos azules)
- Jurinea humilis (escobilla baja)
- Omalotheca supina (borrosilla de montaña)
- Thymus praecox (serpol serrano)
- Agrostis rupestris (hierba fina de roca)
- grostis delicatula (grama delicada)
- Koeleria caudata (cola de zorra)
- Luzula spicata (lúzula espigada)

## Nascentes e ribeiros
Em zonas húmidas podem encontrar-se: 
- Caltha palustris (hierba centella)
- Stellaria graminea (estelaria)
- Cerastium fontanum (cerastio de las fuentes)
- Montia fontana (hierba de manantial)
- Viola palustris (violeta de pantano)
- Lysimachia vulgaris (lisimaquia)
- Saxifraga stellaris (saxífraga estrellada)
- Lotus pedunculatus (cuernecillos de flores pedunculadas)
- Epilobium tetragonum (rizos de dama)
- Myosotis secunda (no me olvides)
- Cirsium palustre (cardo muelle con dientes)
- Festuca rivularis (cañuela de arroyo)

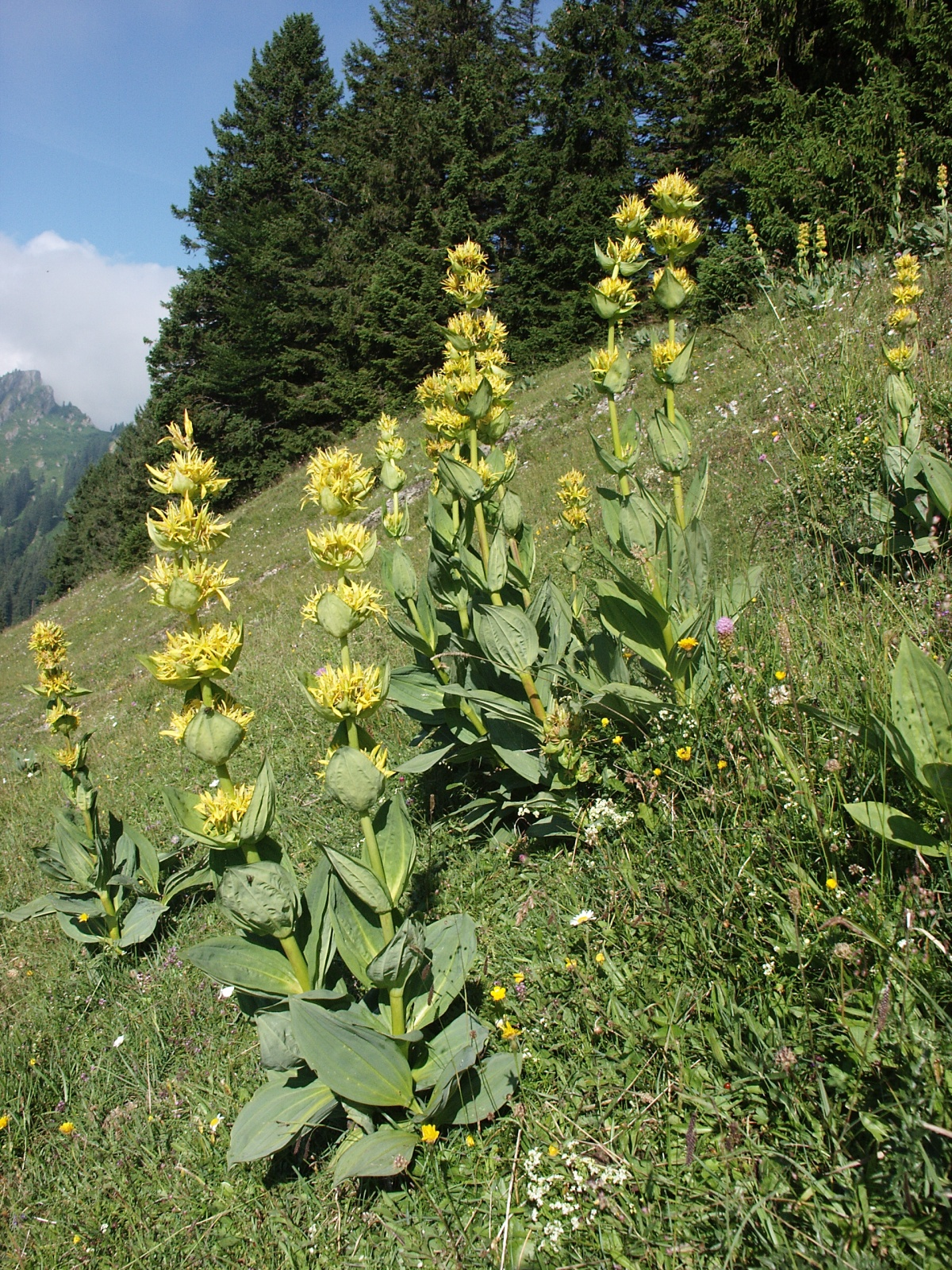
Gentiana lutea

## Megafórbios
Em fissuras maiores de rochas onde a sombra predomina a maior parte do dia e a humidade ambiental é elevada, surgem comunidades formadas por espécies frondosas, geralmente com grandes folhas, pois não têm que proteger-se contra a secura do ambiente. Em Gredos estas comunidades albergam plantas que em latitudes mais a norte têm preferência por bosque húmidos. Trata-se de plantas nobres e raras. Algumas destas plantas são: 
- Ranunculus aconitifolius (botón de Francia)
- Aconitum napellus (acónito)
- Actaea spicata (yerba de San Cristobal)
- Epilobium angustifolium (laurel de San Antonio)
- Angelica major (angélica mayor)
- Gentiana lutea (genciana amarilla)
- Adenostyles alliariae (calabacera)
- Paris quadrifolia (uva de raposa)
- Streptopus amplexifolius (estreptopo)
- Veratrum album (vedegambre ou ballestero)

## Plantas endémicas de Gredos
- Androsace vitaliana aurelii
- Antirrhinum grosii
- Armeria bigerrensis bigerrensis
- Centaurea avilae
- Dianthus gredensis
- Misopates rivas-martinezii
- Santolina oblongifolia
- Saxifraga pentadactylis almanzorii
- Scrophularia bourgeana
- Scrophularia reuteri
- Sedum campanulatum
- Sideritis borgiae relegata